# Забойный реванш
«Забойный реванш» (англ. Grudge Match) — спортивная комедия 2013 года режиссёра Питера Сигала с Сильвестром Сталлоне и Робертом Де Ниро в ключевых ролях.

## Сюжет
Двух старых соперников по боксу уговаривают вернуться из отставки, чтобы они бились друг с другом в финальном бою — 30 лет спустя после их последнего поединка. Особого драматизма этому противостоянию придаёт давнее соперничество не только на ринге, но и на любовном фронте. Противникам уже за 60, но амбиции и боевой дух всё те же.

## В ролях
| Актёр              | Роль                    |
| ------------------ | ----------------------- |
| Сильвестр Сталлоне | Генри «Бритва» Шарп     |
| Роберт Де Ниро     | Билли «Малыш» Макдоннен |
| Алан Аркин         | Лайтинг                 |
| Кевин Харт         | Данте Слейт-мл.         |
| Джон Бернтал       | Би Джей                 |
| Ким Бейсингер      | Салли Роуз              |
| LL Cool J          | Фрэнки Брайт            |
| Энтони Андерсон    | мистер Хэндс            |
| Майк Тайсон        | камео                   |
| Эвандер Холифилд   | камео                   |
| Чейл Соннен        | камео                   |
| Рой Джонс          | комментатор             |

## Создание
Съёмки фильма проходили в Новом Орлеане с конца августа 2012 по март 2013 года.
Первоначально премьера фильма в США была назначена на 10 января 2014 года.
Сильвестр Сталлоне и Роберт Де Ниро уже играли боксёров: Сталлоне — Рокки Бальбоа в «Рокки» и в его сиквелах, Де Ниро — Джейка Ламотту в «Бешеном быке», а также оба снимались вместе в фильме «Полицейские». В фильме есть несколько сюжетных отсылок как к «Рокки», так и к «Бешеному быку».

## Прокат
Прокат в США и Канаде стартовал 25 декабря 2013 года, в Албании, России и Чили — 16 января 2014 года, в Великобритании, Ирландии и Мексике — 24 января 2014 года.